# Joe Custer
Joe Custer é um executivo estadunidense que atualmente exerce o cargo de vice-presidente executivo da equipe da NASCAR Stewart-Haas Racing e diretor de operações da equipe Haas F1 Team. Ele é o pai de Cole Custer, um piloto de corrida da NASCAR.